# Blu del Barrio
Blu del Barrio (Topanga, California; 15 de septiembre de 1997) es una personalidad estadounidense profesional de la actuación, cuyo principal reconocimiento es interpretar al personaje de Adira Tal en Star Trek: Discovery. Del Barrio es una persona no binaria y en inglés usa los pronombres they/them, equivalentes a elle en castellano.

## Primeros años
Del Barrio nació y se crio en Topanga, California, en el seno de una familia argentina. Asistió al conocido instituto Crossroads School en Santa Mónica y fue finalista en los premios de la National YoungArts Foundation 2016 en la categoría de teatro. Durante su adolescencia también practicó ballet. Luego, estudió en la Academia de Música y Arte Dramático de Londres y se graduó en 2019. Mientras estudiaba en Londres interpretó a Duke en Otis & Eunice de la mano del Royal College of Music.
Del Barrio se dio cuenta por primera vez de que podría ser una persona no binaria después de ver a Lachlan Watson en televisión. Tomó como nombre Blu en 2019, en honor a su color favorito desde la infancia, blue (azul en inglés). Su selección para interpretar a un personaje no binario en Star Trek: Discovery ayudó a que saliese del armario públicamente.

## Carrera
Del Barrio actuó en diversos cortometrajes y obras teatro desde los siete años, y en septiembre de 2020 se anunció que se uniría al elenco de Star Trek: Discovery como Adira Tal para la temporada 3. Del Barrio se convirtió junto con Ian Alexander en la primera persona abiertamente no binaria en actuar para Star Trek. Enumeró a Lachlan Watson, Indya Moore, Bex Taylor-Klaus, Theo Germaine, Asia Kate Dillon y Brigette Lundy-Paine como modelos a seguir en su carrera. El productor ejecutivo de Star Trek: Discovery, Alex Kurtzman confirmó que Del Barrio regresaría para la cuarta temporada.

## Filmografía

### Teatro
| Año  | Título                                    | Papel            | Notas  |
| ---- | ----------------------------------------- | ---------------- | ------ |
| 2019 | Otis & Eunice                             | Duque            |        |
|      | Three Days in the Country                 | Natasha Ivanovna |        |
|      | The Winter's Tale                         | Paulina/Shepherd |        |
|      | Kin                                       | Rachel           |        |
|      | Natasha, Pierre & The Great Comet of 1812 | Hélène Bezukhova |        |
|      | Three Sisters                             | Irina            |        |
|      | The Man of Mode                           | Mrs. Loveit      |        |
|      | Hippolytus                                | Artemis          |        |
|      | Duchess of Malfi                          | La Duquesa       |        |
|      | The White Devil                           | Vittoria         | [ 13 ] |

### Cine
| Año  | Título                      | Papel | Notas        |
| ---- | --------------------------- | ----- | ------------ |
| 2019 | In the Service of the Queen | Yaris | Cortometraje |
| 2022 | The Listener                | Jinx  |              |

### Televisión
| Año           | Título               | Papel     | Notas                                |
| ------------- | -------------------- | --------- | ------------------------------------ |
| 2020-presente | Star Trek: Discovery | Adira Tal | Papel recurrente (Tercera temporada) |

## Vida personal
Del Barrio es amante de la fotografía, y en su tiempo libre le encanta jugar a Dungeons & Dragons.
Del Barrio habla español e inglés con fluidez. Sabe tocar el ukelele, y su voz es mezzosoprano.